# Djúpifjörður
Der Djúpifjörður ist ein Fjord in den südlichen Westfjorden Islands.
Er zweigt vom Þorskafjörður ab, der im Norden des Breiðafjörðurs liegt.
Seine Mündung zwischen den Landzungen Grónes und Hallsteinsnes ist keinen Kilometer breit, davor liegen einige Inseln.
Der Fjord ragt 6 Kilometer weit ins Land.
Innen im Fjord verläuft ein Abschnitt des Vestfjarðavegurs  der hier noch nicht asphaltiert ist. Es gibt Untersuchungen ob und wie man in diesem Bereich den Straßenverlauf verbessern kann.